# José Soriano Izquierdo
José Soriano Izquierdo (14 de abril de 1908 - 21 de agosto de 1996) fue un director artístico,  diseñador de fallas e historietista español. Creador de series como Jaimito, Mister Bluff, Siempre de campeonato con Doña Hincha y Silbato o Don Meollo y Tarugo, llegaría a dirigir la Editorial Valenciana durante su época de mayor éxito. También fue director de la revista fallera El Coet  y hermano de Juan Bautista Soriano. Tiene una calle dedicada en su honor en Valencia, cerca de la Avenida Juan XXIII.

## Biografía
José Soriano Izquierdo, de profesión maestro, emigró a Barcelona, donde inició su carrera en la década de los treinta, colaborando en tebeos como KKO (1932), TBO (1943) y Niños (1935) y revistas dirigidas a un público más maduro como L'Esquella de la Torratxa, Papitu o La Traca. 
Durante la guerra civil española y con el seudónimo de Ley, trabajó en periódicos antifascistas como La Hora y Verdad, llegando a dirigir Trincheras, a causa de lo cual fue represaliado.
Fue, sin embargo, contratado como dibujante por Juan Puerto, editor de Editorial Valenciana, donde se encargó de realizar casi en solitario los primeros números de la revista Jaimito usando para ello diversos seudónimos, y colaboró en el cuaderno humorístico Mister Bluff (1943), junto a Milo Panach.
Posteriormente, llegaría a director artístico de la Editorial, abandonando su vocación de dibujante. Fue así el responsable de revistas como "Jaimito" y "Pumby".
En el declive de Editorial Valenciana, se significó en defensa de los derechos de los trabajadores y en contra de la empresa.

## Valoración
Pedro Porcel ha resaltado la gran perfección académica de sus dibujos, aunque su contenido no sea especialmente incisivo, mientras que Jesús Cuadrado ha destacado su creatividad, versatilidad y "vena de feliz acracia".

## Obra
- 1941 Aventuras de Mister Bluff (Editorial Valenciana)
- 1944 Cosas de risa y embrollo de Tarugo y Don Meollo (Editorial Valenciana)
- 1944 Siempre de campeonato, con Doña Hincha y Silbato (Editorial Valenciana)
- 1945 Jaimito para "Jaimito" (Editorial Valenciana)
- 195? Polly para "Jaimito" (Editorial Valenciana)
- 1972  Ov y Ni, con dibujos de Payà Gil, para "Jaimito" (Editorial Valenciana)[2]